# Mimas christophi
Espèce
Mimas christophi est une espèce de lépidoptères (papillons) appartenant à la famille des Sphingidae, à la sous-famille des Smerinthinae, à la tribu des Smerinthini et au genre Mimas.

## Description
L'envergure varie de 59 à 77 mm. Il est semblable à Mimas tiliae mais plus petit et plus sombre. Il montre une variation moins importante de la coloration et des motifs des ailes antérieures (sans coloration verte).

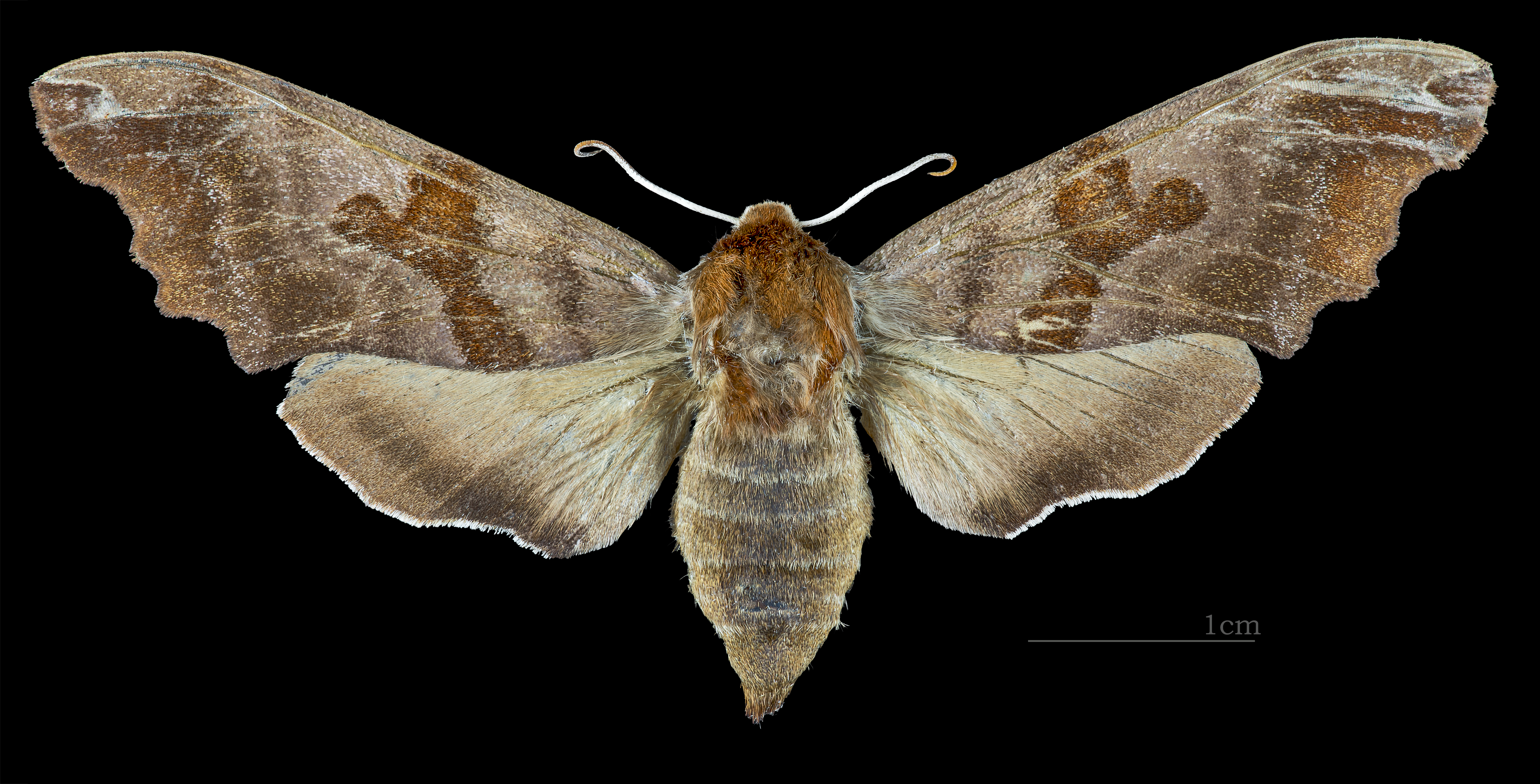
Face dorsale de la femelle (coll.MHNT)
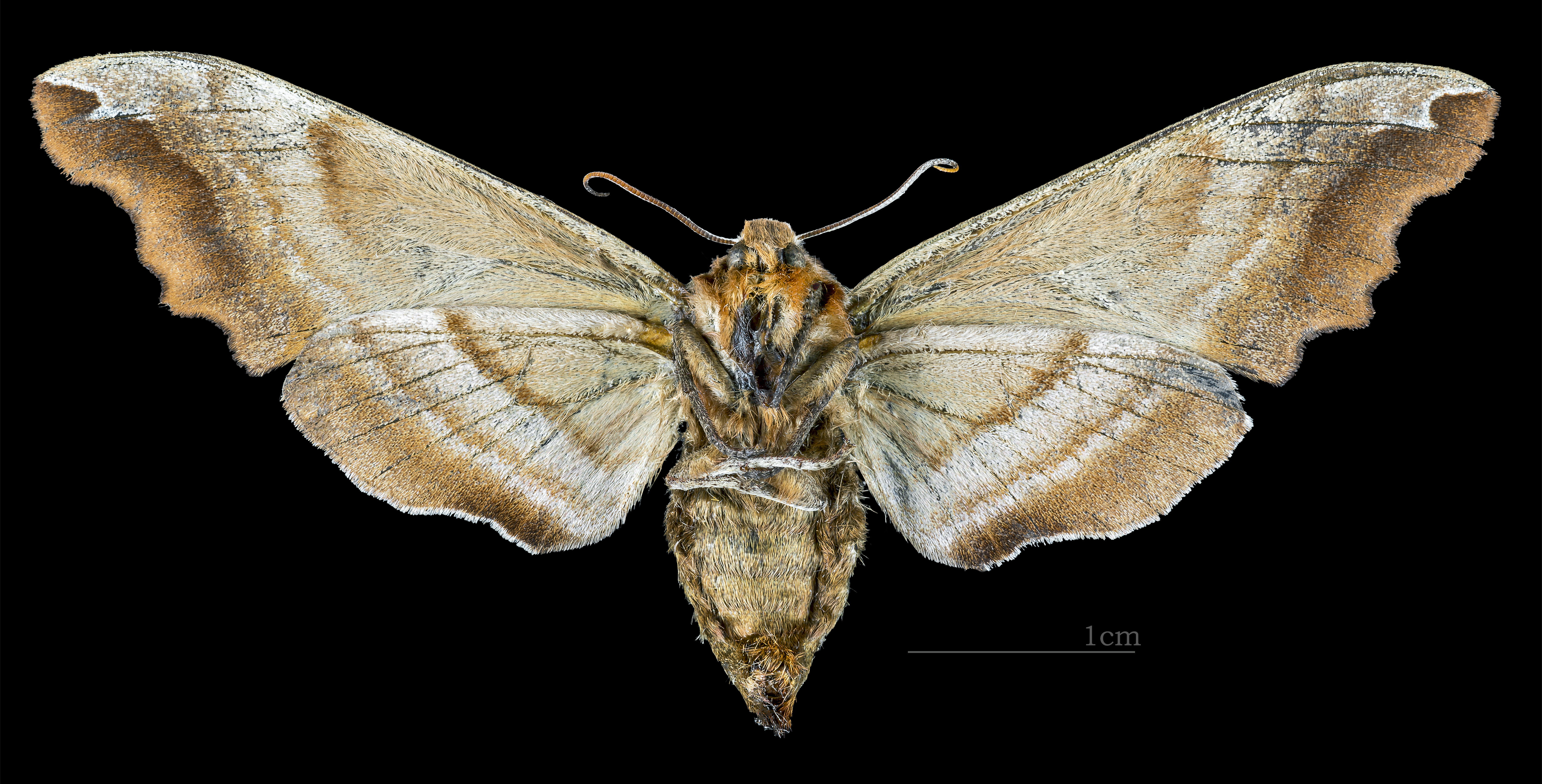
Face ventrale de la femelle (coll.MHNT)

## Biologie
Les chenilles se nourrissent sur Alnus hirsute, et sur les espèces des genres Tilia, Acer, Ulmus, Salix et Betula dans la région de Primorskiy Kray en Russie; sur Alnus japonica, Quercus dentata, Ulmus davidiana var. japonica et Tilia amurensis en Corée.

## Répartition
L'espèce est connue dans l'Extrême-Orient russe, dans le nord-est de la Chine, en Corée du Sud, et au nord et au centre du Japon.

## Systématique
L'espèce Mimas christophi a été décrite par le naturaliste Otto Staudinger en 1887, sous le nom initial de Smerinthus christophi.

### Synonymie
- Smerinthus christophi Staudinger, 1887 protonyme
- Smerinthus christophi alni Bartel, 1900
- Mimas christophi pseudotypica O. Bang-Haas, 1936